# Control track
La control track (CTL) è una traccia magnetica registrata longitudinalmente su un nastro magnetico. Nella letteratura tecnica italiana, il termine è di solito lasciato nell'originale inglese, o tradotto talvolta come traccia tachimetrica.
Praticamente tutti i formati di videoregistrazione prevedono l'uso di questa tecnica, sia gli standard digitali che quelli analogici. Una notevole eccezione è quella del Betacam SX.

## Struttura
La control track registra una serie di impulsi, ognuno dei quali corrisponde all'inizio di un fotogramma e, di conseguenza, a un giro completo del tamburo portatestine. Il formato da 1 pollice standard C usa una sola testina, per cui un impulso corrisponde a un semiquadro televisivo.
Questa registrazione permette al videoregistratore in lettura di sincronizzare la velocità del tamburo e del nastro a quelle della registrazione.
Se sono previste diverse velocità del nastro (per esempio nel formato VHS), questa lettura permette di determinare la velocità di riproduzione corretta.
Gli impulsi CTL pilotano anche un contatore che permette di determinare la posizione del nastro (in maniera non univoca, come avviene con il timecode).

## Problematiche relative
Un'interruzione nella control track risulta in un errore di lettura da parte del videoregistratore, con perdita dell'agganciamento al segnale video registrato. Qualora il segnale recuperasse stabilità, il video riprodotto sarà di nuovo sincrono solo dopo alcuni fotogrammi di aggiustamento.
Questo genere di problemi può essere dovuto a un'incorretta registrazione. Un caso classico è una nuova sessione di registrazione dopo il punto di interruzione della precedente, lasciando tra le due un tratto di nastro non registrato. Un'altra causa può essere un difetto del nastro, ma in questo caso si tratta di solito di un danno notevole, tale da non rendere recuperabile nemmeno il segnale video.
Una control track interrotta rappresenta un problema durante il montaggio. Se le macchine non agganciano il sincronismo, non è possibile effettuare un montaggio pulito. Un problema simile è causato anche dal timecode discontinuo, ma i due problemi hanno origini diverse.
Non è possibile correggere i problemi di una control track difettosa. È sempre possibile duplicare il nastro, ma i tratti riprodotti male resteranno comunque tali. In termini più semplici, si otterrà una buona registrazione di un segnale difettoso.
Una pratica molto comune in ambito professionale consiste nel preregistare il nastro prima di usarlo, di solito con un nero televisivo. Questo garantirà che tutto il nastro abbia una control track precisa, e il montaggio avverrà poi in insert sul nero preregistrato.
Questa pratica, chiamata basatura del nastro, permette anche di controllare la qualità dello stesso e in una certa misura facilità l'individuazione di tratti difettosi.